# Alexander von Homeyer
Pour les articles homonymes, voir Homeyer.
Alexander von Homeyer, né le 19 janvier 1834 à Vorland, près de Grimmen, et mort le 14 juillet 1903 à Greifswald, est un soldat et un  entomologiste allemand.

## Biographie
Homeyer naît dans la famille d'un propriétaire terrien, Peter Wilhelm von Homeyer et de son épouse, née Luise von Kahlden (de). Alexander von Homeyer étudie d'abord à demeure, puis poursuit ses études au lycée de Stralsund. Ensuite il étudie au corps des cadets de Potsdam et de Berlin. Il s’engage dans l’armée prussienne en 1852 et participe notamment à la bataille de Königgrätz en 1866. Il prend sa retraite en 1878 avec le rang de major dans le 88e régiment d'infanterie. Passionné d’histoire naturelle et notamment par l’ornithologie, il entre à la Senckenbergische Naturforschende Gesellschaft. En 1861, il explore les îles Baléares.
Ses voyages lui permettent de récolter de nombreux spécimens. Il se tourne vers 1870 vers l’étude des lépidoptères. Il participe à la deuxième expédition de la Société africaine allemande de 1874 en Afrique avec Paul Pogge, jusqu'à Dondo (dans l'actuel Angola), mais il tombe malade des fièvres. Il retourne en Allemagne en 1875.
Il voyage au Danemark, et dans les possessions de l'Empire austro-hongrois: en Roumanie, en Hongrie, en Bosnie-Herzégovine, en Serbie, etc.
À sa mort, sa collection contient 35 000 papillons et 900 œufs d’oiseaux.
Il est le neveu de l’ornithologue Eugene Ferdinand von Homeyer (1809-1889).